# 選抜高等学校野球大会 (大分県勢)
選抜高等学校野球大会においての大分県勢の成績について記す。

## 大会結果
| 大会                 | 選出校                                | 試合結果 | 試合結果                        | 成績     |
| -------------------- | ------------------------------------- | -------- | ------------------------------- | -------- |
| 第9回大会（1932年）  | 大分商（初出場）                      | 2回戦    | ● 1 - 3 浪華商                  | 初戦敗退 |
| 第12回大会（1935年） | 大分商（3年ぶり2回目）                | 1回戦    | ○ 4x - 3 海草中                 | 2回戦    |
| 第12回大会（1935年） | 大分商（3年ぶり2回目）                | 2回戦    | ● 1 - 6 東邦商                  | 2回戦    |
| 第20回大会（1948年） | 大分中（初出場）                      | 1回戦    | ● 0 - 7 京都二商                | 初戦敗退 |
| 第21回大会（1949年） | 大分一（2年連続2回目）                | 1回戦    | ● 2 - 7 岐阜商                  | 初戦敗退 |
| 第39回大会（1967年） | 津久見（初出場）                      | 2回戦    | ○ 3 - 2 倉敷工                  | 優勝     |
| 第39回大会（1967年） | 津久見（初出場）                      | 準々決勝 | ○ 2 - 0 岐阜商                  | 優勝     |
| 第39回大会（1967年） | 津久見（初出場）                      | 準決勝   | ○ 2 - 1 報徳学園（延長10回）    | 優勝     |
| 第39回大会（1967年） | 津久見（初出場）                      | 決勝     | ○ 2 - 1 高知（延長12回）        | 優勝     |
| 第40回大会（1968年） | 別府鶴見丘（初出場）                  | 1回戦    | ● 4 - 10 市神港                 | 初戦敗退 |
| 第42回大会（1970年） | 津久見（3年ぶり2回目）                | 1回戦    | ○ 5 - 0 米子東                  | 2回戦    |
| 第42回大会（1970年） | 津久見（3年ぶり2回目）                | 2回戦    | ● 1 - 2 千葉商                  | 2回戦    |
| 第43回大会（1971年） | 津久見（2年連続3回目）                | 1回戦    | ● 0 - 2 県岐阜商                | 初戦敗退 |
| 第46回大会（1974年） | 大分商（39年ぶり3回目）               | 2回戦    | ○ 3 - 2 広島商                  | ベスト8  |
| 第46回大会（1974年） | 大分商（39年ぶり3回目）               | 準々決勝 | ● 1 - 3 平安                    | ベスト8  |
| 第46回大会（1974年） | 津久見（3年ぶり4回目）                | 1回戦    | ● 0 - 3 高知                    | 初戦敗退 |
| 第48回大会（1976年） | 日田林工（初出場）                    | 1回戦    | ○ 7 - 3 新居浜商                | ベスト4  |
| 第48回大会（1976年） | 日田林工（初出場）                    | 2回戦    | ○ 8 - 3 新宮                    | ベスト4  |
| 第48回大会（1976年） | 日田林工（初出場）                    | 準々決勝 | ○ 8 - 2 北陽                    | ベスト4  |
| 第48回大会（1976年） | 日田林工（初出場）                    | 準決勝   | ● 1 - 3 崇徳                    | ベスト4  |
| 第51回大会（1979年） | 大分商（5年ぶり4回目）                | 1回戦    | ○ 5 - 1 作新学院                | 2回戦    |
| 第51回大会（1979年） | 大分商（5年ぶり4回目）                | 2回戦    | ● 6 - 12 東洋大姫路             | 2回戦    |
| 第57回大会（1985年） | 津久見（11年ぶり5回目）               | 1回戦    | ○ 9 - 3 東洋大姫路              | 2回戦    |
| 第57回大会（1985年） | 津久見（11年ぶり5回目）               | 2回戦    | ● 0 - 5 天理                    | 2回戦    |
| 第60回大会（1988年） | 津久見（3年ぶり6回目）                | 2回戦    | ○ 4 - 0 早稲田実                | ベスト8  |
| 第60回大会（1988年） | 津久見（3年ぶり6回目）                | 3回戦    | ○ 4 - 1 福島北                  | ベスト8  |
| 第60回大会（1988年） | 津久見（3年ぶり6回目）                | 準々決勝 | ● 4 - 10 東邦                   | ベスト8  |
| 第61回大会（1989年） | 別府羽室台（初出場）                  | 1回戦    | ● 0 - 6 東邦                    | 初戦敗退 |
| 第62回大会（1990年） | 日田林工（14年ぶり2回目）             | 1回戦    | ● 1 - 7 東海大甲府              | 初戦敗退 |
| 第62回大会（1990年） | 柳ヶ浦（初出場）                      | 1回戦    | ○ 5 - 3 金足農                  | 2回戦    |
| 第62回大会（1990年） | 柳ヶ浦（初出場）                      | 2回戦    | ● 4 - 5x 三重（延長11回）       | 2回戦    |
| 第67回大会（1995年） | 藤蔭（初出場）                        | 1回戦    | ● 2 - 4 観音寺中央              | 初戦敗退 |
| 第69回大会（1997年） | 大分商（18年ぶり5回目）               | 1回戦    | ○ 6 - 5 佐久長聖（延長11回）    | 2回戦    |
| 第69回大会（1997年） | 大分商（18年ぶり5回目）               | 2回戦    | ● 3 - 4 西京                    | 2回戦    |
| 第77回大会（2005年） | 柳ヶ浦（15年ぶり2回目）               | 1回戦    | ● 0 - 4 天理                    | 初戦敗退 |
| 第80回大会（2008年） | 明豊（初出場）                        | 2回戦    | ● 4 - 6 常葉菊川                | 初戦敗退 |
| 第81回大会（2009年） | 明豊（2年連続2回目）                  | 1回戦    | ○ 5 - 1 下妻二                  | 2回戦    |
| 第81回大会（2009年） | 明豊（2年連続2回目）                  | 2回戦    | ● 0 - 4 花巻東                  | 2回戦    |
| 第81回大会（2009年） | 大分上野丘（21世紀枠・60年ぶり3回目） | 1回戦    | ● 3 - 7 箕島                    | 初戦敗退 |
| 第84回大会（2012年） | 別府青山（初出場）                    | 1回戦    | ● 0 - 1 関東一                  | 初戦敗退 |
| 第91回大会（2019年） | 明豊（10年ぶり3回目）                 | 1回戦    | ○ 13 - 5 横浜                   | ベスト4  |
| 第91回大会（2019年） | 明豊（10年ぶり3回目）                 | 2回戦    | ○ 2 - 1 札幌大谷                | ベスト4  |
| 第91回大会（2019年） | 明豊（10年ぶり3回目）                 | 準々決勝 | ○ 1x - 0 龍谷大平安（延長11回） | ベスト4  |
| 第91回大会（2019年） | 明豊（10年ぶり3回目）                 | 準決勝   | ● 4 - 6 習志野                  | ベスト4  |
| 第91回大会（2019年） | 大分（初出場）                        | 1回戦    | ○ 4 - 1 松山聖陵                | 2回戦    |
| 第91回大会（2019年） | 大分（初出場）                        | 2回戦    | ● 4 - 13 明石商                 | 2回戦    |
| 第92回大会（2020年） | 明豊（2年連続4回目）                  | 交流試合 | ○ 4 - 2 県岐阜商                | （中止） |
| 第92回大会（2020年） | 大分商（23年ぶり6回目）               | 交流試合 | ● 1 - 3 花咲徳栄                | （中止） |
| 第93回大会（2021年） | 明豊（3年連続5回目）                  | 1回戦    | ○ 10x - 9 東播磨（延長11回）    | 準優勝   |
| 第93回大会（2021年） | 明豊（3年連続5回目）                  | 2回戦    | ○ 2 - 1 市和歌山                | 準優勝   |
| 第93回大会（2021年） | 明豊（3年連続5回目）                  | 準々決勝 | ○ 6 - 4 智弁学園                | 準優勝   |
| 第93回大会（2021年） | 明豊（3年連続5回目）                  | 準決勝   | ○ 5 - 4 中京大中京              | 準優勝   |
| 第93回大会（2021年） | 明豊（3年連続5回目）                  | 決勝     | ● 2 - 3x 東海大相模             | 準優勝   |
| 第94回大会（2022年） | 大分舞鶴（21世紀枠・初出場）          | 1回戦    | ● 0 - 4 浦和学院                | 初戦敗退 |
| 第95回大会（2023年） | 大分商（3年ぶり7回目）                | 2回戦    | ● 6 - 8 作新学院                | 初戦敗退 |
| 第96回大会（2024年） | 明豊（3年ぶり6回目）                  | 1回戦    | ○ 1x - 0 敦賀気比               | 2回戦    |
| 第96回大会（2024年） | 明豊（3年ぶり6回目）                  | 2回戦    | ● 0 - 4 健大高崎                | 2回戦    |
| 第97回大会（2025年） | 柳ヶ浦（20年ぶり3回目）               | 1回戦    | ● 2 - 3 二松学舎大付            | 初戦敗退 |

## 通算成績
| 出場 | 試合 | 勝利 | 敗戦 | 引分 | 勝率 | 優勝 | 準優勝 | ベスト4 | ベスト8 |
| ---- | ---- | ---- | ---- | ---- | ---- | ---- | ------ | ------- | ------- |
| 33   | 56   | 26   | 30   | 0    | .464 | 1    | 1      | 2       | 2       |

## 学校別成績
| 校名       | 出場 | 直近出場 | 通算成績 | 最高成績 | 前身校               |
| ---------- | ---- | -------- | -------- | -------- | -------------------- |
| 大分商     | 7回  | 2023年   | 4勝6敗   | ベスト8  |                      |
| 明豊       | 6回  | 2024年   | 9勝5敗   | 準優勝   |                      |
| 津久見     | 6回  | 1988年   | 8勝5敗   | 優勝1回  |                      |
| 柳ヶ浦     | 3回  | 2025年   | 1勝3敗   | 2回戦    |                      |
| 大分上野丘 | 3回  | 2009年   | 0勝3敗   | 初戦敗退 | 大分中・大分一       |
| 日田林工   | 2回  | 1990年   | 3勝2敗   | ベスト4  |                      |
| 別府翔青   | 2回  | 2012年   | 0勝2敗   | 初戦敗退 | 別府羽室台、別府青山 |
| 大分       | 1回  | 2019年   | 1勝1敗   | 2回戦    |                      |
| 別府鶴見丘 | 1回  | 1968年   | 0勝1敗   | 初戦敗退 |                      |
| 藤蔭       | 1回  | 1995年   | 0勝1敗   | 初戦敗退 |                      |
| 大分舞鶴   | 1回  | 2022年   | 0勝1敗   | 初戦敗退 |                      |